# Handelsüberwachungsstelle
Die Handelsüberwachungsstelle (HÜSt) ist an Börsen ein Organ, das den Börsenhandel und die Börsengeschäftsabwicklung kontrolliert. 

## Allgemeines
Organe der Börse sind nach § 3 Abs. 1 BörsG die Börsengeschäftsführung, der Börsenrat, der Sanktionsausschuss und die Handelsüberwachungsstelle. Während der Börsenrat unter anderem die Geschäftsführung der Börse bestellt und überwacht, übernimmt die Börsengeschäftsführung die Leitung der Börse und vertritt diese gerichtlich und außergerichtlich. Die Handelsüberwachungsstelle arbeitet eng mit dem Sanktionsausschuss zusammen.

## Aufgaben
Nach § 7 Abs. 1 BörsG gehört zu ihrem gesetzlichen Auftrag, Daten über den Börsenhandel und die Börsengeschäftsabwicklung systematisch und lückenlos zu erfassen und auszuwerten sowie notwendige Ermittlungen durchzuführen. Dazu gehören die Beobachtung der Kursfeststellung, Kontrolle des Verhaltens der Handelsteilnehmer, Einhaltung der Regelwerke, börsenrechtlicher Vorschriften und Anordnungen sowie die Gewährleistung des ordnungsgemäßen Handels. Die Börsenaufsichtsbehörde kann der Handelsüberwachungsstelle Weisungen erteilen und die Ermittlungen übernehmen. Stellt die Handelsüberwachungsstelle Tatsachen fest, welche die Annahme rechtfertigen, dass börsenrechtliche Vorschriften oder Anordnungen verletzt werden oder sonstige Missstände vorliegen, welche die ordnungsmäßige Durchführung des Handels an der Börse oder die Börsengeschäftsabwicklung beeinträchtigen können, hat sie die Börsenaufsichtsbehörde und die Geschäftsführung unverzüglich zu unterrichten (§ 7 Abs. 5 BörsG).
Da die Handelsüberwachungsstelle nach § 7 Abs. 6 BörsG ihre Aufgaben lediglich im öffentlichen Interesse wahrnimmt, scheiden Individualansprüche von Anlegern aus.